# Ногалес (муниципалитет Соноры)
Ногалес (исп. Nogales) — муниципалитет в Мексике, штат Сонора, с административным центром в городе Эройка-Ногалес. Численность населения, по данным переписи 2020 года, составила 264 782 человека.

## Общие сведения
Название Nogales в дословном переводе с испанского языка — ореховое дерево, дано вследствие большого количества растущих в этом регионе желудей.
Площадь муниципалитета равна 1756,6 км², что составляет 1 % от площади штата, а наиболее высоко расположенное поселение Эль-Тапиро, находится на высоте 1387 метров.
Он граничит с другими муниципалитетами Соноры: на востоке с Санта-Крусом, на юге с Имурисом, Магдаленой и Тубутамой, на западе с Сариком, а на севере проходит государственная граница с США.

## Учреждение и состав
Муниципалитет был образован в 1884 году, в его состав входит 167 населённых пунктов, самые крупные из которых:
| Код INEGI                  | Населённый пункт                                                                                           | Численность населения (2005 год) | Численность населения (2010 год) | Численность населения (2020 год) |
| -------------------------- | --- | -------------------------------- | -------------------------------- | -------------------------------- |
| 043                        | Всего | 193517                           | 220292                           | 264782                           |
| 0001                       | Эройка-Ногалес (исп. Heroica Nogales) 31°19′33″ с. ш. 110°56′45″ з. д. (административный центр)            | 189759                           | 212533                           | 261137                           |
| 0320                       | Нуэво (тюрьма) (исп. CeReSo Nuevo) 31°11′05″ с. ш. 110°58′05″ з. д.                                        | 1623                             | 2203                             | 1136                             |
| 0021                       | Сибута-1 (исп. Cíbuta) 31°03′39″ с. ш. 110°53′59″ з. д.                                                    | 596                              | 675                              | 543                              |
| 0281                       | Франсиско-Мигель-Карденас-Вальдес (исп. Francisco Miguel Cárdenas Valdez) 31°16′28″ с. ш. 110°47′36″ з. д. | 380                              | 541                              | 511                              |
| 0239                       | Сибута-2 (исп. Cíbuta) 31°07′27″ с. ш. 110°55′47″ з. д.                                                    | 65                               | —                                | 173                              |
| 0428                       | Эхидо-Сибута (исп. Ejido Cibuta) 31°09′09″ с. ш. 110°57′01″ з. д.                                          | 72                               | 216                              | 136                              |
| 0011                       | Ла-Бельота (исп. La Bellota) 31°02′43″ с. ш. 110°53′32″ з. д.                                              | 117                              | 132                              | 129                              |
| —                          | Прочие | 905                              | 3992                             | 1017                             |
| Названия на карте Генштаба | |                                  |                                  |                                  |

## Экономическая деятельность
По статистическим данным 2000 года, работоспособное население занято по секторам экономики в следующих пропорциях:
- сельское хозяйство, скотоводство и рыбная ловля — 0,9 %;
- промышленность и строительство — 50,9 %;
- торговля, сферы услуг и туризма — 43,5 %;
- безработные — 4,7 %.

## Инфраструктура
По статистическим данным 2020 года, инфраструктура развита следующим образом:
- электрификация: 99,4 %;
- водоснабжение: 92,1 %;
- водоотведение: 99,1 %.